# Élections présidentielles sous la Cinquième République en Charente
Depuis l'adoption de la Constitution de la Cinquième République française en 1958, dix élections présidentielles ont eu lieu afin d'élire le président de la République. Cette page présente les résultats de ces élections dans la Charente.

## Synthèse des résultats du second tour
(février 2024).
La Charente vote traditionnellement plus à gauche que la France. Elle a en particulier placé François Mitterrand et Ségolène Royal en tête au second tour lors des élections de 1974 et 2007. En 2012, François Hollande obtient 7 points de plus qu'au niveau national.
| année | Répartition des exprimés | Répartition des exprimés | Participation (% des inscrits) | Blancs ou nuls (% des votants) |

| 2022 | Emmanuel Macron (55,06 %) (France : 58,55 %) | Marine Le Pen (44,94 %) (France : 41,45 %) | 74,99 % (France : 71,99 %) | 7,52 % (France : 6,23 %) |

| 2017 | Emmanuel Macron (65,49 %) (France : 66,10 %) | Marine Le Pen (34,51 %) (France : 33,90 %) | 76,71 % (France : 77,77 %) | 2,3 % (France : 2,47 %) |

| 2012 | François Hollande (58,83 %) (France : 51,64 %) | Nicolas Sarkozy (41,17 %) (France : 48,36 %) | 82,11 % (France : 80,35 %) | 2,18 % (France : 5,82 %) |

| 2007 | Nicolas Sarkozy (47,12 %) (France : 53,06 %) | Ségolène Royal (52,88 %) (France : 46,94 %) | 84,76 % (France : 83,97 %) | 1,55 % (France : 4,20 %) |

| 2002 | Jacques Chirac (85,19 %) (France : 82,21 %) | J.-M. Le Pen (14,81 %) (France : 17,79 %) | 73,61 % (France : 79,71 %) | 4,05 % (France : 3,38 %) |

| 1995 | Jacques Chirac (46,97 %) (France : 52,64 %) | Lionel Jospin (53,03 %) (France : 47,36 %) | 79,94 % (France : 78,38 %) | 3,61 % (France : 2,81 %) |

| 1988 | François Mitterrand (59,83 %) (France : 54,02 %) | Jacques Chirac (40,17 %) (France : 45,98 % %) | 82,57 % (France : 81,35 %) | 2,34 % (France : 2,00 %) |

| 1981 | François Mitterrand (56,12 %) (France : 51,76 %) | Valéry Giscard d'Estaing (43,88 %) (France : 48,24 %) | 82,86 % (France : 81,09 %) | 1,63 % (France : 1,62 %) |

| 1974 | Valéry Giscard d'Estaing (45,99 %) (France : 50,81 %) | François Mitterrand (54,01 %) (France : 49,19 %) | 85,09 % (France : 84,23 %) | 1,14 % (France : 0,92 %) |

| 1969 | Georges Pompidou (54,93 %) (France : 58,21 %) | Alain Poher (45,07 %) (France : 41,79 %) | 77,08 % (France : 77,59 %) | 1,45 % (France : 1,29 %) |

| 1965 | Charles de Gaulle (53,12 %) (France : 55,20 %) | François Mitterrand (46,88 %) (France : 44,80 %) | 84,26 % (France : 84,75 %) | 1,04 % (France : 1,01 %) |

|  | ▲ |

## Résultats détaillés par scrutin

### 2022
Arrivé en tête du premier tour, le président sortant Emmanuel Macron (27,85 %) affronte Marine Le Pen (23,15 %), un duel identique à celui du scrutin de 2017. C'est la deuxième fois qu'un second tour opposant les mêmes candidats à deux scrutins présidentiels consécutifs a lieu après ceux où se sont affrontés Valéry Giscard d'Estaing et François Mitterrand en 1974 et 1981.
En troisième position avec 21,95 % des voix, Jean-Luc Mélenchon réalise le score le plus élevé de ses trois candidatures et arrive largement en tête de la gauche, mais échoue à accéder au second tour, avec environ 400 000 voix de moins que Marine Le Pen.
Une nouvelle fois, les partis politiques traditionnels sont absents du second tour, dans des proportions encore plus importantes que lors de la précédente élection. Le Parti socialiste et Les Républicains, représentés respectivement par Anne Hidalgo et Valérie Pécresse, s'effondrent avec des scores historiquement faibles et n'atteignent pas le seuil des 5 %, condition permettant d'être remboursé des frais de campagne.
Le second tour voit Emmanuel Macron l'emporter par 58,55 % des suffrages exprimés, permettant ainsi au président sortant d'entamer un second mandat. Le septennat ayant été aboli en 2000, il devient ainsi le premier président de la République française à être réélu pour un deuxième quinquennat, le deuxième président de la Cinquième République réélu hors période de cohabitation et le quatrième président de la Cinquième République réélu.
Dans la Charente, Emmanuel Macron arrive en tête du premier tour avec 27,57 % des exprimés, suivi de Marine Le Pen (26,18 %), Jean-Luc Mélenchon (19,36 %) et Éric Zemmour (5,51 %). Au second tour, les électeurs ont voté à 55,06 % pour Emmanuel Macron contre 44,94 % pour Marine Le Pen avec un taux de participation de 74,99 % des inscrits.
| Candidats                | Candidats                | Partis                   | Premier tour | Premier tour | Second tour | Second tour |
| Candidats                | Candidats                | Partis                   | Voix         | %            | Voix        | %           |
| ------------------------ | ------------------------ | ------------------------ | ------------ | ------------ | ----------- | ----------- |
|                          | Emmanuel Macron          | LREM                     | 53 126       | 27,57        | 95 659      | 55,06       |
|                          | Marine Le Pen            | RN                       | 50 432       | 26,18        | 78 087      | 44,94       |
|                          | Jean-Luc Mélenchon       | LFI                      | 37 305       | 19,36        |             |             |
|                          | Éric Zemmour             | REC                      | 10 617       | 5,51         |             |             |
|                          | Jean Lassalle            | RES                      | 8 482        | 4,40         |             |             |
|                          | Valérie Pécresse         | LR                       | 8 343        | 4,33         |             |             |
|                          | Yannick Jadot            | EELV                     | 7 557        | 3,92         |             |             |
|                          | Fabien Roussel           | PCF                      | 5 374        | 2,79         |             |             |
|                          | Nicolas Dupont-Aignan    | DLF                      | 4 345        | 2,26         |             |             |
|                          | Anne Hidalgo             | PS                       | 4 003        | 2,08         |             |             |
|                          | Philippe Poutou          | NPA                      | 1 763        | 0,92         |             |             |
|                          | Nathalie Arthaud         | LO                       | 1 319        | 0,68         |             |             |
|                          |                          |                          |              |              |             |             |
| Votes valides            | Votes valides            | Votes valides            | 192 666      | 97,45        | 173 743     | 89,97       |
| Votes blancs             | Votes blancs             | Votes blancs             | 3 293        | 1,67         | 13 410      | 6,94        |
| Votes nuls               | Votes nuls               | Votes nuls               | 1 740        | 0,88         | 5 952       | 3,08        |
| Total                    | Total                    | Total                    | 197 699      | 100          | 193 105     | 100         |
| Abstention               | Abstention               | Abstention               | 59 909       | 23,26        | 64 403      | 25,01       |
| Inscrits / participation | Inscrits / participation | Inscrits / participation | 257 608      | 76,74        | 257 508     | 74,99       |

### 2017
Le premier tour de l'élection présidentielle de 2017 voit s'affronter onze candidats. Emmanuel Macron arrive en tête devant Marine Le Pen et tous deux se qualifient pour le second tour. Néanmoins, avec François Fillon et Jean-Luc Mélenchon, les scores des quatre candidats ayant recueilli le plus de voix sont serrés (4,43 points entre le 1er et le 4e). Pour la première fois, aucun des candidats des deux partis politiques pourvoyeurs jusque-là des présidents de la Ve République, n'est présent au second tour. Celui-ci se tient le dimanche 7 mai et se solde par la victoire d'Emmanuel Macron, avec un total de 20 753 798 bulletins de vote en sa faveur, soit 66,10 % des suffrages exprimés, face à la candidate du Front national, qui recueille 33,90 %. Le scrutin est néanmoins marqué par une forte abstention et par un record de votes blancs ou nuls. 
Dans la Charente, Emmanuel Macron arrive en tête du premier tour avec 25,07 % des exprimés, suivi de Marine Le Pen (21,4 %), Jean-Luc Mélenchon (20,48 %), François Fillon (16,96 %) et Benoît Hamon (6,32 %). Au second tour, les électeurs ont voté à 65,49 % pour Emmanuel Macron contre 34,51 % pour Marine Le Pen avec un taux de participation de 76,71 % des inscrits.
|             | EM          | Emmanuel Macron       | 49 889  | 25,07 %    | 113 700 | 65,49 %    |  |  |
|             | FN          | Marine Le Pen         | 42 598  | 21,4 %     | 59 916  | 34,51 %    |  |  |
|             | LFi         | Jean-Luc Mélenchon    | 40 755  | 20,48 %    |         |            |  |  |
|             | LR          | François Fillon       | 33 744  | 16,96 %    |         |            |  |  |
|             | PS          | Benoît Hamon          | 12 569  | 6,32 %     |         |            |  |  |
|             | DlF         | Nicolas Dupont-Aignan | 10 008  | 5,03 %     |         |            |  |  |
|             | RES         | Jean Lassalle         | 3 085   | 1,55 %     |         |            |  |  |
|             | NPA         | Philippe Poutou       | 2 724   | 1,37 %     |         |            |  |  |
|             | LO          | Nathalie Arthaud      | 1 651   | 0,83 %     |         |            |  |  |
|             | UPR         | François Asselineau   | 1 540   | 0,77 %     |         |            |  |  |
|             | SeP         | Jacques Cheminade     | 450     | 0,23 %     |         |            |  |  |
|             |             |                       |         |            |         |            |  |  |
|             |             |                       | Nombre  | % inscrits | Nombre  | % inscrits |  |  |
| Inscrits    | Inscrits    | Inscrits              | 259 954 |            | 259 951 |            |  |  |
| Abstentions | Abstentions | Abstentions           | 54 980  | 21,15 %    | 60 540  | 23,29 %    |  |  |
| Votants     | Votants     | Votants               | 204 974 | 78,85 %    | 199 411 | 76,71 %    |  |  |
|             |             |                       |         |            |         |            |  |  |
|             |             |                       |         | % votants  |         | % votants  |  |  |
| Blancs      | Blancs      | Blancs                | 3 736   | 1,44 %     | 17 707  | 6,81 %     |  |  |
| Nuls        | Nuls        | Nuls                  | 2 225   | 0,86 %     | 8 088   | 3,11 %     |  |  |
| Exprimés    | Exprimés    | Exprimés              | 199 013 | 76,56 %    | 173 616 | 66,79 %    |  |  |

### 2012
Hollande, désigné par le PS à la suite d'une primaire ouverte, devance Sarkozy dès le premier tour de l'élection présidentielle de 2012 : c'est la première fois qu'un président sortant est ainsi devancé. Au second tour, Sarkozy est battu mais par un écart plus faible qu'attendu.
Dans la Charente, François Hollande arrive en tête du premier tour avec 32,79 % des exprimés, suivi de Nicolas Sarkozy (23,06 %), Marine Le Pen (17,72 %), Jean-Luc Mélenchon (11,32 %) et François Bayrou (8,81 %). Au second tour, les électeurs ont voté à 58,83 % pour François Hollande contre 41,17 % pour Nicolas Sarkozy avec un taux de participation de 82,31 % des inscrits.
|                | PS             | François Hollande     | 68 691  | 32,79 %    | 118 100 | 58,83 %    |  |  |
|                | UMP            | Nicolas Sarkozy       | 48 291  | 23,06 %    | 82 648  | 41,17 %    |  |  |
|                | FN             | Marine Le Pen         | 37 121  | 17,72 %    |         |            |  |  |
|                | FG             | Jean-Luc Mélenchon    | 23 707  | 11,32 %    |         |            |  |  |
|                | MoDem          | François Bayrou       | 18 461  | 8,81 %     |         |            |  |  |
|                | DLF            | Nicolas Dupont-Aignan | 4 278   | 2,04 %     |         |            |  |  |
|                | EELV           | Éva Joly              | 3 843   | 1,83 %     |         |            |  |  |
|                | NPA            | Philippe Poutou       | 3 084   | 1,47 %     |         |            |  |  |
|                | LO             | Nathalie Arthaud      | 1 460   | 0,7 %      |         |            |  |  |
|                | S&P            | Jacques Cheminade     | 523     | 0,25 %     |         |            |  |  |
|                |                |                       |         |            |         |            |  |  |
|                |                |                       | Nombre  | % inscrits | Nombre  | % inscrits |  |  |
| Inscrits       | Inscrits       | Inscrits              | 260 765 |            | 260 728 |            |  |  |
| Abstentions    | Abstentions    | Abstentions           | 46 641  | 17,89 %    | 46 131  | 17,69 %    |  |  |
| Votants        | Votants        | Votants               | 214 124 | 82,11 %    | 214 597 | 82,31 %    |  |  |
|                |                |                       |         |            |         |            |  |  |
|                |                |                       |         | % votants  |         | % votants  |  |  |
| Blancs ou nuls | Blancs ou nuls | Blancs ou nuls        | 4 665   | 2,18 %     | 13 849  | 6,45 %     |  |  |
| Exprimés       | Exprimés       | Exprimés              | 209 459 | 97,82 %    | 200 748 | 97,82 %    |  |  |

### 2007
Au premier tour de l'élection présidentielle de 2007, Sarkozy réussit à capter une partie des voix de Le Pen et arrive largement en tête. Royal est la première femme qualifiée pour le second tour d'une élection présidentielle. Elle est battue avec une avance de 6 points.
Dans la Charente, Ségolène Royal arrive en tête du premier tour avec 30,33 % des exprimés, suivie de Nicolas Sarkozy (27,11 %), François Bayrou (17,14 %), Jean-Marie Le Pen (9,15 %) et Olivier Besancenot (4,72 %). Au second tour, les électeurs ont voté à 47,12 % pour Nicolas Sarkozy contre 52,88 % pour Ségolène Royal avec un taux de participation de 85,58 % des inscrits.
|                | PS             | Ségolène Royal       | 65 730  | 30,33 %    | 112 632 | 52,88 %    |  |  |
|                | UMP            | Nicolas Sarkozy      | 58 769  | 27,11 %    | 100 357 | 47,12 %    |  |  |
|                | UDF            | François Bayrou      | 37 157  | 17,14 %    |         |            |  |  |
|                | FN             | Jean-Marie Le Pen    | 19 833  | 9,15 %     |         |            |  |  |
|                | LCR            | Olivier Besancenot   | 10 239  | 4,72 %     |         |            |  |  |
|                | MPF            | Philippe de Villiers | 7 017   | 3,24 %     |         |            |  |  |
|                | CPNT           | Frédéric Nihous      | 3 875   | 1,79 %     |         |            |  |  |
|                | GPA            | Marie-George Buffet  | 3 866   | 1,78 %     |         |            |  |  |
|                | SE             | José Bové            | 3 152   | 1,45 %     |         |            |  |  |
|                | LO             | Arlette Laguiller    | 3 110   | 1,43 %     |         |            |  |  |
|                | Les Verts      | Dominique Voynet     | 3 105   | 1,43 %     |         |            |  |  |
|                | CNRSP          | Gérard Schivardi     | 895     | 0,41 %     |         |            |  |  |
|                |                |                      |         |            |         |            |  |  |
|                |                |                      | Nombre  | % inscrits | Nombre  | % inscrits |  |  |
| Inscrits       | Inscrits       | Inscrits             | 259 756 |            | 259 795 |            |  |  |
| Abstentions    | Abstentions    | Abstentions          | 39 588  | 15,24 %    | 37 451  | 14,42 %    |  |  |
| Votants        | Votants        | Votants              | 220 168 | 84,76 %    | 222 344 | 85,58 %    |  |  |
|                |                |                      |         |            |         |            |  |  |
|                |                |                      |         | % votants  |         | % votants  |  |  |
| Blancs ou nuls | Blancs ou nuls | Blancs ou nuls       | 3 420   | 1,55 %     | 9 355   | 4,21 %     |  |  |
| Exprimés       | Exprimés       | Exprimés             | 216 748 | 98,45 %    | 212 989 | 95,79 %    |  |  |

### 2002
Après cinq années de cohabitation, un duel est attendu entre Chirac et le Premier ministre Jospin lors de l'élection présidentielle de 2002, mais, à la surprise générale, ce dernier est devancé par Le Pen au premier tour. Au second tour, Chirac bénéficie du ralliement de la gauche et reçoit un score sans précédent. Il s'agit de la première élection pour un mandat de cinq ans et non plus sept.
Dans la Charente, Jacques  Chirac arrive en tête du premier tour avec 19,65 % des exprimés, suivi de Lionel  Jospin (17,69 %), Jean-Marie  Le Pen (13,73 %), Jean  Saint-Josse (7,36 %) et Arlette Laguiller (6,89 %). Au second tour, les électeurs ont voté à 85,19 % pour Jacques  Chirac contre 14,81 % pour Jean-Marie  Le Pen avec un taux de participation de 81,22 % des inscrits.
|                | RPR            | Jacques Chirac          | 35 396  | 19,65 %    | 165 019 | 85,19 %    |  |  |
|                | PS             | Lionel Jospin           | 31 870  | 17,69 %    |         |            |  |  |
|                | FN             | Jean-Marie Le Pen       | 24 735  | 13,73 %    | 28 696  | 14,81 %    |  |  |
|                | CPNT           | Jean Saint-Josse        | 13 257  | 7,36 %     |         |            |  |  |
|                | LO             | Arlette Laguiller       | 12 415  | 6,89 %     |         |            |  |  |
|                | UDF            | François Bayrou         | 10 501  | 5,83 %     |         |            |  |  |
|                | LCR            | Olivier Besancenot      | 9 650   | 5,36 %     |         |            |  |  |
|                | Les Verts      | Noël Mamère             | 8 981   | 4,98 %     |         |            |  |  |
|                | MC             | Jean-Pierre Chevènement | 8 017   | 4,45 %     |         |            |  |  |
|                | PC             | Robert Hue              | 6 810   | 3,78 %     |         |            |  |  |
|                | DL             | Alain Madelin           | 5 909   | 3,28 %     |         |            |  |  |
|                | MNR            | Bruno Mégret            | 3 445   | 1,91 %     |         |            |  |  |
|                | PRG            | Christiane Taubira      | 3 194   | 1,77 %     |         |            |  |  |
|                | Cap21          | Corinne Lepage          | 3 167   | 1,76 %     |         |            |  |  |
|                | FRS            | Christine Boutin        | 1 857   | 1,03 %     |         |            |  |  |
|                | PT             | Daniel Gluckstein       | 972     | 0,54 %     |         |            |  |  |
|                |                |                         |         |            |         |            |  |  |
|                |                |                         | Nombre  | % inscrits | Nombre  | % inscrits |  |  |
| Inscrits       | Inscrits       | Inscrits                | 255 110 |            | 255 097 |            |  |  |
| Abstentions    | Abstentions    | Abstentions             | 67 322  | 26,39 %    | 47 895  | 18,78 %    |  |  |
| Votants        | Votants        | Votants                 | 187 788 | 73,61 %    | 207 202 | 81,22 %    |  |  |
|                |                |                         |         |            |         |            |  |  |
|                |                |                         |         | % votants  |         | % votants  |  |  |
| Blancs ou nuls | Blancs ou nuls | Blancs ou nuls          | 7 612   | 4,05 %     | 13 487  | 6,51 %     |  |  |
| Exprimés       | Exprimés       | Exprimés                | 180 176 | 95,95 %    | 193 715 | 93,49 %    |  |  |

### 1995
Après une nouvelle cohabitation et alors que la droite est particulièrement divisée entre Chirac et le Premier ministre Balladur, Jospin réussit à arriver en tête au premier tour de l'élection présidentielle de 1995, malgré la très lourde défaite de la gauche aux législatives de 1993. Au second tour, il est battu par Chirac.
Dans la Charente, Lionel Jospin arrive en tête du premier tour avec 28,08 % des exprimés, suivi de Jacques Chirac (21,08 %), Édouard Balladur (16,33 %), Jean-Marie Le Pen (10,21 %) et Robert Hue (9,4 %). Au second tour, les électeurs ont voté à 53,03 % pour Lionel Jospin contre 46,97 % pour Jacques Chirac avec un taux de participation de 80,91 % des inscrits.
|                | PS             | Lionel Jospin        | 55 088  | 28,08 %    | 103 519 | 53,03 %    |  |  |
|                | RPR            | Jacques Chirac       | 41 353  | 21,08 %    | 91 694  | 46,97 %    |  |  |
|                | RPR            | Édouard Balladur     | 32 035  | 16,33 %    |         |            |  |  |
|                | FN             | Jean-Marie Le Pen    | 20 030  | 10,21 %    |         |            |  |  |
|                | PC             | Robert Hue           | 18 430  | 9,4 %      |         |            |  |  |
|                | MPF            | Philippe de Villiers | 12 202  | 6,22 %     |         |            |  |  |
|                | LO             | Arlette Laguiller    | 10 284  | 5,24 %     |         |            |  |  |
|                | Les Verts      | Dominique Voynet     | 6 108   | 3,11 %     |         |            |  |  |
|                | S&P            | Jacques Cheminade    | 636     | 0,32 %     |         |            |  |  |
|                |                |                      |         |            |         |            |  |  |
|                |                |                      | Nombre  | % inscrits | Nombre  | % inscrits |  |  |
| Inscrits       | Inscrits       | Inscrits             | 254 586 |            | 254 492 |            |  |  |
| Abstentions    | Abstentions    | Abstentions          | 51 067  | 20,06 %    | 48 590  | 19,09 %    |  |  |
| Votants        | Votants        | Votants              | 203 519 | 79,94 %    | 205 902 | 80,91 %    |  |  |
|                |                |                      |         |            |         |            |  |  |
|                |                |                      |         | % votants  |         | % votants  |  |  |
| Blancs ou nuls | Blancs ou nuls | Blancs ou nuls       | 7 353   | 3,61 %     | 10 689  | 5,19 %     |  |  |
| Exprimés       | Exprimés       | Exprimés             | 196 166 | 96,39 %    | 195 213 | 94,81 %    |  |  |

### 1988
Après deux ans de cohabitation, Mitterrand affronte le Premier ministre Chirac lors de l'élection présidentielle de 1988. Le Pen obtient au premier tour un score jusque-là sans précédent pour un parti d'extrême droite. Au second tour, Mitterrand est facilement réélu.
Dans la Charente, François Mitterrand arrive en tête du premier tour avec 41,39 % des exprimés, suivi de Jacques Chirac (19,56 %), Raymond Barre (15,29 %), Jean-Marie Le Pen (8,89 %) et André Lajoinie (7,03 %). Au second tour, les électeurs ont voté à 59,83 % pour François Mitterrand contre 40,17 % pour Jacques Chirac avec un taux de participation de 85,86 % des inscrits.
|                | PS                    | François Mitterrand | 84 146  | 41,39 %    | 125 330 | 59,83 %    |  |  |
|                | RPR                   | Jacques Chirac      | 39 768  | 19,56 %    | 84 136  | 40,17 %    |  |  |
|                | SE                    | Raymond Barre       | 31 089  | 15,29 %    |         |            |  |  |
|                | FN                    | Jean-Marie Le Pen   | 18 081  | 8,89 %     |         |            |  |  |
|                | PC                    | André Lajoinie      | 14 282  | 7,03 %     |         |            |  |  |
|                | Les Verts             | Antoine Waechter    | 6 547   | 3,22 %     |         |            |  |  |
|                | LO                    | Arlette Laguiller   | 4 476   | 2,2 %      |         |            |  |  |
|                | Communiste rénovateur | Pierre Juquin       | 4 112   | 2,02 %     |         |            |  |  |
|                | MPT                   | Pierre Boussel      | 787     | 0,39 %     |         |            |  |  |
|                |                       |                     |         |            |         |            |  |  |
|                |                       |                     | Nombre  | % inscrits | Nombre  | % inscrits |  |  |
| Inscrits       | Inscrits              | Inscrits            | 252 073 |            | 252 056 |            |  |  |
| Abstentions    | Abstentions           | Abstentions         | 43 924  | 17,43 %    | 35 651  | 14,14 %    |  |  |
| Votants        | Votants               | Votants             | 208 149 | 82,57 %    | 216 405 | 85,86 %    |  |  |
|                |                       |                     |         |            |         |            |  |  |
|                |                       |                     |         | % votants  |         | % votants  |  |  |
| Blancs ou nuls | Blancs ou nuls        | Blancs ou nuls      | 4 861   | 2,34 %     | 6 939   | 3,21 %     |  |  |
| Exprimés       | Exprimés              | Exprimés            | 203 288 | 97,66 %    | 209 466 | 96,79 %    |  |  |

### 1981
Lors de l'élection présidentielle de 1981, Giscard d'Estaing arrive en tête au premier tour et affronte, comme la fois précédente, Mitterrand. Pour la première fois, un président sortant est battu : Mitterrand devient le premier président de gauche de la Ve République.
Dans la Charente, François Mitterrand arrive en tête du premier tour avec 27,84 % des exprimés, suivi de Valéry Giscard d'Estaing (24,22 %), Jacques Chirac (18,55 %), Georges Marchais (16,01 %) et Michel Crépeau (4,83 %). Au second tour, les électeurs ont voté à 54,01 % pour François Mitterrand contre 43,88 % pour Valéry Giscard d'Estaing avec un taux de participation de 87,71 % des inscrits.
|                | PS             | François Mitterrand      | 55 733  | 27,84 %    | 117 473 | 56,12 %    |  |  |
|                | UDF            | Valéry Giscard d'Estaing | 48 486  | 24,22 %    | 91 865  | 43,88 %    |  |  |
|                | RPR            | Jacques Chirac           | 37 138  | 18,55 %    |         |            |  |  |
|                | PC             | Georges Marchais         | 32 051  | 16,01 %    |         |            |  |  |
|                | MRG            | Michel Crépeau           | 9 672   | 4,83 %     |         |            |  |  |
|                | MEP            | Brice Lalonde            | 5 782   | 2,89 %     |         |            |  |  |
|                | LO             | Arlette Laguiller        | 4 573   | 2,28 %     |         |            |  |  |
|                | Divers droite  | Michel Debré             | 3 006   | 1,5 %      |         |            |  |  |
|                | Divers droite  | Marie-France Garaud      | 2 478   | 1,24 %     |         |            |  |  |
|                | PSU            | Huguette Bouchardeau     | 1 268   | 0,63 %     |         |            |  |  |
|                |                |                          |         |            |         |            |  |  |
|                |                |                          | Nombre  | % inscrits | Nombre  | % inscrits |  |  |
| Inscrits       | Inscrits       | Inscrits                 | 245 614 |            | 245 530 |            |  |  |
| Abstentions    | Abstentions    | Abstentions              | 42 109  | 17,14 %    | 30 185  | 12,29 %    |  |  |
| Votants        | Votants        | Votants                  | 203 505 | 82,86 %    | 215 345 | 87,71 %    |  |  |
|                |                |                          |         |            |         |            |  |  |
|                |                |                          |         | % votants  |         | % votants  |  |  |
| Blancs ou nuls | Blancs ou nuls | Blancs ou nuls           | 3 318   | 1,63 %     | 6 007   | 2,79 %     |  |  |
| Exprimés       | Exprimés       | Exprimés                 | 200 187 | 98,37 %    | 209 338 | 97,21 %    |  |  |

### 1974
L'élection présidentielle de 1974 est une élection anticipée à la suite de la mort de Pompidou. Mitterrand, candidat unique de la gauche, est largement en tête au premier tour devant Giscard d'Estaing, qui distance lui-même Chaban-Delmas. Au terme d'une campagne animée, marquée par un débat télévisé tendu, Giscard d'Estaing l'emporte avec une très courte avance.
Dans la Charente, François Mitterrand arrive en tête du premier tour avec 44,4 % des exprimés, suivi de Jacques Chaban-Delmas (24,26 %), Valéry Giscard d'Estaing (22,54 %), Arlette Laguiller (3,09 %) et Jean Royer (2,98 %). Au second tour, les électeurs ont voté à 54,01 % pour François Mitterrand contre 45,99 % pour Valéry Giscard d'Estaing avec un taux de participation de 88,04 % des inscrits.
|                | PS             | François Mitterrand       | 78 122  | 44,4 %     | 97 596  | 54,01 %    |  |  |
|                | UDR            | Jacques Chaban-Delmas     | 42 687  | 24,26 %    |         |            |  |  |
|                | RI             | Valéry Giscard d'Estaing' | 39 658  | 22,54 %    | 83 119  | 45,99 %    |  |  |
|                | LO             | Arlette Laguiller         | 5 440   | 3,09 %     |         |            |  |  |
|                | SE             | Jean Royer                | 5 240   | 2,98 %     |         |            |  |  |
|                | FN             | Jean-Marie Le Pen         | 1 444   | 0,82 %     |         |            |  |  |
|                | SE, écologiste | René Dumont               | 1 327   | 0,75 %     |         |            |  |  |
|                | MDSF           | Émile Muller              | 768     | 0,44 %     |         |            |  |  |
|                | FCR            | Alain Krivine             | 507     | 0,29 %     |         |            |  |  |
|                | NAR            | Bertrand Renouvin         | 349     | 0,2 %      |         |            |  |  |
|                | MFE            | Jean-Claude Sebag         | 331     | 0,19 %     |         |            |  |  |
|                |                |                           |         |            |         |            |  |  |
|                |                |                           | Nombre  | % inscrits | Nombre  | % inscrits |  |  |
| Inscrits       | Inscrits       | Inscrits                  | 209 166 |            | 209 036 |            |  |  |
| Abstentions    | Abstentions    | Abstentions               | 31 180  | 14,91 %    | 25 009  | 11,96 %    |  |  |
| Votants        | Votants        | Votants                   | 177 986 | 85,09 %    | 184 027 | 88,04 %    |  |  |
|                |                |                           |         |            |         |            |  |  |
|                |                |                           |         | % votants  |         | % votants  |  |  |
| Blancs ou nuls | Blancs ou nuls | Blancs ou nuls            | 2 027   | 1,14 %     | 3 312   | 1,8 %      |  |  |
| Exprimés       | Exprimés       | Exprimés                  | 175 959 | 98,86 %    | 180 715 | 98,2 %     |  |  |

### 1969
L'élection présidentielle de 1969 est une élection anticipée à la suite de la démission de De Gaulle. La gauche se lance désunie dans la course et, bien que Duclos (PCF) manque de le devancer, c'est le président par intérim Poher qui accède au second tour face à l'ex-Premier ministre Pompidou. Alors que Duclos refuse d'appeler à voter au second tour pour « bonnet blanc ou blanc bonnet », Pompidou est finalement largement élu.
Dans la Charente, Georges Pompidou arrive en tête du premier tour avec 42,3 % des exprimés, suivi de Alain Poher (24,39 %), Jacques Duclos (23,58 %), Gaston Defferre (4,23 %) et Michel Rocard (3,13 %). Au second tour, les électeurs ont voté à 54,93 % pour Georges Pompidou contre 45,07 % pour Alain Poher avec un taux de participation de 72,48 % des inscrits.
|                | UDR            | Georges Pompidou | 66 520  | 42,3 %     | 75 226  | 54,93 %    |  |  |
|                | CD             | Alain Poher      | 38 348  | 24,39 %    | 61 716  | 45,07 %    |  |  |
|                | PC             | Jacques Duclos   | 37 085  | 23,58 %    |         |            |  |  |
|                | SFIO           | Gaston Defferre  | 6 654   | 4,23 %     |         |            |  |  |
|                | PSU            | Michel Rocard    | 4 920   | 3,13 %     |         |            |  |  |
|                | SE             | Louis Ducatel    | 2 305   | 1,47 %     |         |            |  |  |
|                | LC             | Alain Krivine    | 1 427   | 0,91 %     |         |            |  |  |
|                |                |                  |         |            |         |            |  |  |
|                |                |                  | Nombre  | % inscrits | Nombre  | % inscrits |  |  |
| Inscrits       | Inscrits       | Inscrits         | 207 021 |            | 206 877 |            |  |  |
| Abstentions    | Abstentions    | Abstentions      | 47 443  | 22,92 %    | 56 929  | 27,52 %    |  |  |
| Votants        | Votants        | Votants          | 159 578 | 77,08 %    | 149 948 | 72,48 %    |  |  |
|                |                |                  |         |            |         |            |  |  |
|                |                |                  |         | % votants  |         | % votants  |  |  |
| Blancs ou nuls | Blancs ou nuls | Blancs ou nuls   | 2 319   | 1,45 %     | 13 006  | 8,67 %     |  |  |
| Exprimés       | Exprimés       | Exprimés         | 157 259 | 98,55 %    | 136 942 | 91,33 %    |  |  |

### 1965
L'élection présidentielle de 1965 est la première élection au suffrage universel direct à la suite du référendum d'octobre 1962. De Gaulle est mis en ballottage, à la surprise générale, par Mitterrand, candidat unique de la gauche. La campagne du second tour est axée sur l'Europe et les relations internationales ainsi que sur l'armement nucléaire. De Gaulle est finalement réélu avec une large avance.
Dans la Charente, Charles de Gaulle arrive en tête du premier tour avec 42,11 % des exprimés, suivi de François Mitterrand (31,3 %), Pierre Marcilhacy (11,26 %), Jean Lecanuet (9,66 %) et Jean-Louis Tixier-Vignancour (4,89 %). Au second tour, les électeurs ont voté à 53,12 % pour Charles de Gaulle contre 46,88 % pour François Mitterrand avec un taux de participation de 84,03 % des inscrits.
|                | UNR            | Charles de Gaulle            | 72 440  | 42,11 %    | 89 493  | 53,12 %    |  |  |
|                | CIR            | François Mitterrand          | 53 840  | 31,3 %     | 78 970  | 46,88 %    |  |  |
|                | PLE            | Pierre Marcilhacy            | 19 380  | 11,26 %    |         |            |  |  |
|                | MRP            | Jean Lecanuet                | 16 622  | 9,66 %     |         |            |  |  |
|                | SE             | Jean-Louis Tixier-Vignancour | 8 409   | 4,89 %     |         |            |  |  |
|                | SE             | Marcel Barbu                 | 1 347   | 0,78 %     |         |            |  |  |
|                |                |                              |         |            |         |            |  |  |
|                |                |                              | Nombre  | % inscrits | Nombre  | % inscrits |  |  |
| Inscrits       | Inscrits       | Inscrits                     | 206 323 |            | 206 210 |            |  |  |
| Abstentions    | Abstentions    | Abstentions                  | 32 475  | 15,74 %    | 32 942  | 15,97 %    |  |  |
| Votants        | Votants        | Votants                      | 173 848 | 84,26 %    | 173 268 | 84,03 %    |  |  |
|                |                |                              |         |            |         |            |  |  |
|                |                |                              |         | % votants  |         | % votants  |  |  |
| Blancs ou nuls | Blancs ou nuls | Blancs ou nuls               | 1 810   | 1,04 %     | 4 805   | 2,77 %     |  |  |
| Exprimés       | Exprimés       | Exprimés                     | 172 038 | 98,96 %    | 168 463 | 97,23 %    |  |  |